# Хонгха
Хонгха́ (Кра́сная) (вьет. Sông Hồng; кит. упр. 元江, пиньинь Yuánjiāng, Юаньцзян) — река на юге Китая и севере Вьетнама.

## Названия
В Китае называется Юаньцзя́н (кит. упр. 元江, пиньинь Yuánjiāng) или Хунхэ́ (кит. трад. 紅河, упр. 红河, пиньинь Hónghé), во Вьетнаме — Шонгхонг (вьет. Sông Hồng), ранее называлась Хонгха (вьет. Hồng Hà, тьы-ном 紅河). Официальное русское написание осталось прежним — Хонгха.

## Характеристики
Длина 1183 км, площадь бассейна около 158 тыс. км². Расход воды в устье доходит до 30 тыс. м³/с, минимальный расход — 700 м³/с. Впадает в море в районе заповедника Сюантхюи, образуя бухту (эстуарий) Балат (вьет. Cửa Ba Lạt). До впадения в море образует административную границу между провинциями Тхайбинь и Намдинь. Средний расход воды — 900 м³/с. Высота истока — 1776 м над уровнем моря.

## Течение
Берёт начало в китайской провинции Юньнань, в горах, южнее города Дали. Течет преимущественно на юго-восток, формирует около 80 километров границы, между Вьетнамом и Китаем. Дальше протекает через город Лаокай и по территории одноимённой провинции спускается на равнину, где около города Вьетчи вбирает в себя реки Ло и Да (Чёрная). Затем, протекая через Ханой и Хайфон впадает в залив Бакбо.

## Притоки
- Наньсихэ — слева
- Ло — слева
- Да (Чёрная) — справа

## Хозяйственное значение
Используются для орошения рисовых полей.
Во Вьетнаме на Красной реке существует значительное судоходство; до Ханоя, находится в 175 км от устья, поднимаются морские суда. На Китайской части реки речной транспорт главным образом ограничивается перевозкой добываемого со дна реки песка на ближайшие пристани.
Крупные города на реке — Хэкоу в Китае, Йенбай, Лаокай, Ханой во Вьетнаме. На одном из рукавов дельты располагается морской порт Хайфон.
В Китае на Красной реке построен ряд ГЭС, в частности ГЭС Наньша (уезды Юаньян и Цзяньшуй, Хунхэ-Хани-Ийский автономный округ) и Мадушань (городской округ Гэцзю и уезд Цзиньпин того же а.о. Хунхэ).